# 클라우디오 아멘돌라
클라우디오 아멘돌라(Claudio Amendola, 1963년 2월 16일 ~ )는 이탈리아의 배우, 영화 프로듀서, 영화 감독, 각본가, TV 사회자, 영화배우, 텔레비전 배우이다.
로마에서 태어났다.

## 작품 목록
- 고속도로 위의 고양이 (2017년)
- 더 펄로 (2017년)
- 우리와 줄리아 (2015년)
- 수부라 게이트 (2015년) - 사무라이 역
- 차 차 차 (2013년)
- 더 피직스 오브 워터 (2009년)
- 굿모닝 하트에이크 (2008년)
- 멜리사 P. (2005년)
- 노스트로모 (1996년) - 노스트로모 역
- 지붕 위의 기병 (1995년)
- 더 히어로즈 (1994년)
- 여왕 마고 (1994년)
- 에스코트 (1993년)
- 울트라 (1990년)
- 축구 특공대 (1990년)
- 베니스의 정사 (1986년)
- 사랑과 우정의 세월 (1982년)

### 텔레비전
- 지저스 (1999, Jesus)